# 2011年のNFLドラフト
2011年のNFLドラフトは76回目のNFLドラフト。2011年4月28日から30日までの3日間ニューヨークのラジオシティ・ミュージックホールで開催され、NFL32チームから合計254名の選手が指名された。初日に1巡指名の32選手、2日目には2巡と3巡の指名、3日目には4巡から7巡の指名が行われた。
ドラフト指名順は、2010年のレギュラーシーズンの成績及びプレーオフの成績に基づき決定され、2勝14敗と最も成績の悪かったカロライナ・パンサーズから完全ウェーバー制で指名が行われた。パンサーズは2010年のハイズマン賞受賞者、オーバーン大学のキャム・ニュートンを全体1位で指名した。2009年のハイズマン賞を受賞したマーク・イングラムも1巡28位でニューオーリンズ・セインツに指名された。2人以上のハイズマン賞受賞者が同時にドラフトで指名されたのは11度目であり、前年のサム・ブラッドフォード、ティム・ティーボウに続いて2年連続で複数の受賞者が指名された。全体6位までに指名された選手のうち5人はサウスイースタン・カンファレンスからの指名であった。全体1位、2位で指名された2人は最優秀新人攻撃部門、守備部門に選ばれたが、これは2年連続3回目の出来事であった（過去には1981年のジョージ・ロジャース、ローレンス・テイラー、2010年のサム・ブラッドフォード、エンダムカン・スー）。
各チームには1巡では10分、2巡では7分、3巡以下では5分の持ち時間が与えられた。1巡の指名には3時間28分、2巡の指名には2時間25分、3巡の指名には1時間41分が費やされた。4巡から7巡までの指名は2時間未満で終わった。
アトランタ・ファルコンズは、1巡指名権など4つと引き替えにクリーブランド・ブラウンズが持つ全体6位指名権を獲得、フリオ・ジョーンズを指名した。
ワシントン大学のジェイク・ロッカーは前年アーリーエントリーした場合に全体1位指名を受ける可能性もあったが、プロスタイルのオフェンスを学ぶことと、ボウルゲームにチームを導くことを優先し大学に残った結果、契約金が数百万ドル減ることとなった。

## アーリーエントリー
3年生以下の選手56人が、カレッジフットボールでのプレーを行う資格を失うアーリーエントリーを行った。56人のうち43人（76.8%）がドラフトで指名された。全体1位で指名されたニュートンも3年生以下の選手であり、ドラフト全体1位で指名された選手は3年連続でアーリーエントリーした選手となった。1990年にアーリーエントリーができるようになって以来、アーリーエントリーされた選手が全体1位で指名されたのは14回目となり、直近7年では6回目の指名となった。この年の指名上位10人中、ボン・ミラー、ジェイク・ロッカーを除く8人がアーリーエントリーした選手であり、1997年、2006年の6人を上回る新記録となった。

## 労使協定
オーナー側と選手側間で結ばれる労使協定(CBA)が失効、ロックアウトの最中ドラフトが行われた。そのため例年と異なり、現有の選手をトレードして、ドラフト指名権をトレードすることは行うことができなかった（ドラフト指名権のみのトレードは行うことができた。）。またロックアウトが終了するまでドラフトで指名した選手及び、ドラフト外の選手とは契約できなかった。過去のドラフトと異なり、全体1位指名権を持つパンサーズは、ドラフト指名前に選手と契約することや交渉を行うことができなかった。ドラフト当日は、オーナー側がロックアウトを行っていることに怒った観客からロジャー・グッデルコミッショナーへブーイングが行われた。
選手のトレードが行えないため、2004年のドラフトで指名されたイーライ・マニングとフィリップ・リバースのトレードのようなことは行えなくなった。労使交渉に合意が成立しない中、将来のドラフトは確約されたものではなく、NFLは各チームに対して将来のドラフト指名権を含んだトレードにはリスクがあることを伝えた。NFL選手会は、ドラフト候補選手に、ドラフトへの招待を断るよう要請したが、25人のドラフト候補生がこのイベントに出席した。この中にはNFLを反トラスト法違反で訴えた原告の1人、ボン・ミラーも含まれた。
新人選手との契約は7月29日まで解禁とならず、例年だと行われるミニキャンプ、チーム合同練習（OTA）、トレーニングセッションがすべてキャンセルされた。

## 招待された新人選手
| 大学               | ポジション | 選手名                     | 指名順位 |
| ネブラスカ大学     | CB         | プリンス・アムカマラ       | 1巡19位  |
| UCLA               | LB         | アキーム・エイヤーズ       | 2巡39位  |
| アイオワ大学       | DE         | エイドリアン・クレイボーン | 1巡20位  |
| ケンタッキー大学   | WR         | ランドール・コブ           | 2巡64位  |
| アラバマ大学       | DT         | マーセル・ダリウス         | 1巡3位   |
| オーバーン大学     | DT         | ニック・フェアリー         | 1巡13位  |
| ミズーリ大学       | QB         | ブレイン・ギャバート       | 1巡10位  |
| ジョージア大学     | WR         | A・J・グリーン             | 1巡4位   |
| ボストンカレッジ   | LB         | マーク・ハーズリッチ       | 指名なし |
| アラバマ大学       | RB         | マーク・イングラム         | 1巡28位  |
| カリフォルニア大学 | DE         | キャメロン・ジョーダン     | 1巡24位  |
| アラバマ大学       | WR         | フリオ・ジョーンズ         | 1巡6位   |
| パデュー大学       | DE         | ライアン・ケリガン         | 1巡16位  |
| イリノイ大学       | DT         | コーリー・リゲット         | 1巡18位  |
| テキサス農工大学   | LB         | ボン・ミラー               | 1巡2位   |
| UCLA               | S          | ラヒム・ムーア             | 2巡45位  |
| オーバーン大学     | QB         | キャム・ニュートン         | 1巡1位   |
| ルイジアナ州立大学 | CB         | パトリック・ピーターソン   | 1巡5位   |
| フロリダ大学       | G/C        | マイク・パウンシー         | 1巡15位  |
| ミズーリ大学       | DE         | アルドン・スミス           | 1巡7位   |
| USC                | T          | タイロン・スミス           | 1巡9位   |
| ベイラー大学       | DT         | フィル・テイラー           | 1巡21位  |
| ベイラー大学       | G          | ダニー・ワトキンス         | 1巡23位  |
| ウィスコンシン大学 | DE         | J・J・ワット               | 1巡11位  |
| バージニア工科大学 | RB         | ライアン・ウィリアムズ     | 2巡38位  |

## 指名選手一覧

### 1巡指名選手
| 指名順位 | チーム                                 | 選手名                     | ポジション | 出身大学             |
| 1        | カロライナ・パンサーズ                 | キャム・ニュートン         | QB         | オーバーン大学       |
| 2        | デンバー・ブロンコス                   | ボン・ミラー               | LB         | テキサス農工大学     |
| 3        | バッファロー・ビルズ                   | マーセル・ダリウス         | DE         | アラバマ大学         |
| 4        | シンシナティ・ベンガルズ               | A・J・グリーン             | WR         | ジョージア大学       |
| 5        | アリゾナ・カージナルス                 | パトリック・ピーターソン   | CB         | ルイジアナ州立大学   |
| 6        | アトランタ・ファルコンズ               | フリオ・ジョーンズ         | WR         | アラバマ大学         |
| 7        | サンフランシスコ・フォーティナイナーズ | アルドン・スミス           | LB         | ミズーリ大学         |
| 8        | テネシー・タイタンズ                   | ジェイク・ロッカー         | QB         | ワシントン大学       |
| 9        | ダラス・カウボーイズ                   | タイロン・スミス           | OT         | USC                  |
| 10       | ジャクソンビル・ジャガーズ             | ブレイン・ギャバート       | QB         | ミズーリ大学         |
| 11       | ヒューストン・テキサンズ               | J・J・ワット               | DE         | ウィスコンシン大学   |
| 12       | ミネソタ・バイキングス                 | クリスチャン・ポンダー     | QB         | フロリダ州立大学     |
| 13       | デトロイト・ライオンズ                 | ニック・フェアリー         | DT         | オーバーン大学       |
| 14       | セントルイス・ラムズ                   | ロバート・クイン           | DE         | ノースカロライナ大学 |
| 15       | マイアミ・ドルフィンズ                 | マイク・パウンシー         | C          | フロリダ大学         |
| 16       | ワシントン・レッドスキンズ             | ライアン・ケリガン         | DE         | パデュー大学         |
| 17       | ニューイングランド・ペイトリオッツ     | ネイト・ソルダー           | OT         | コロラド大学         |
| 18       | サンディエゴ・チャージャーズ           | コーリー・リゲット         | DT         | イリノイ大学         |
| 19       | ニューヨーク・ジャイアンツ             | プリンス・アムカマラ       | CB         | ネブラスカ大学       |
| 20       | タンパベイ・バッカニアーズ             | エイドリアン・クレイボーン | DE         | アイオワ大学         |
| 21       | クリーブランド・ブラウンズ             | フィル・テイラー           | DT         | ベイラー大学         |
| 22       | インディアナポリス・コルツ             | アンソニー・カストンゾ     | OT         | ボストンカレッジ     |
| 23       | フィラデルフィア・イーグルス           | ダニー・ワトキンス         | G          | ベイラー大学         |
| 24       | ニューオーリンズ・セインツ             | キャメロン・ジョーダン     | DE         | カリフォルニア大学   |
| 25       | シアトル・シーホークス                 | ジェームズ・カーペンター   | OT         | アラバマ大学         |
| 26       | カンザスシティ・チーフス               | ジョナサン・ボールドウィン | WR         | ピッツバーグ大学     |
| 27       | ボルチモア・レイブンズ                 | ジミー・スミス             | G          | コロラド大学         |
| 28       | ニューオーリンズ・セインツ             | マーク・イングラム         | RB         | アラバマ大学         |
| 29       | シカゴ・ベアーズ                       | ゲイブ・カリミ             | OT         | ウィスコンシン大学   |
| 30       | ニューヨーク・ジェッツ                 | ムハマド・ウィルカーソン   | DE         | テンプル大学         |
| 31       | ピッツバーグ・スティーラーズ           | キャメロン・ヘイワード     | DE         | オハイオ州立大学     |
| 32       | グリーンベイ・パッカーズ               | デレック・シェロッド       | OT         | ミシシッピ州立大学   |

### 2巡指名選手
| 指名順位 | チーム                                 | 選手名                         | ポジション | 出身大学                 |
| 33       | ニューイングランド・ペイトリオッツ     | ラスアイ・ダウリング           | CB         | バージニア大学           |
| 34       | バッファロー・ビルズ                   | アーロン・ウィリアムズ         | CB         | テキサス大学             |
| 35       | シンシナティ・ベンガルズ               | アンディ・ダルトン             | QB         | テキサスクリスチャン大学 |
| 36       | サンフランシスコ・フォーティナイナーズ | コリン・キャパニック           | QB         | ネバダ大学               |
| 37       | クリーブランド・ブラウンズ             | ジャバール・シャード           | DE         | ピッツバーグ大学         |
| 38       | アリゾナ・カージナルス                 | ライアン・ウィリアムズ         | RB         | バージニア工科大学       |
| 39       | テネシー・タイタンズ                   | アキーム・エイヤーズ           | LB         | UCLA                     |
| 40       | ダラス・カウボーイズ                   | ブルース・カーター             | LB         | ノースカロライナ大学     |
| 41       | ワシントン・レッドスキンズ             | ジャービス・ジェンキンス       | DT         | クレムゾン大学           |
| 42       | ヒューストン・テキサンズ               | ブルックス・リード             | DE         | アリゾナ大学             |
| 43       | ミネソタ・バイキングス                 | カイル・ルドルフ               | TE         | ノートルダム大学         |
| 44       | デトロイト・ライオンズ                 | タイタス・ヤング               | WR         | ボイシ州立大学           |
| 45       | デンバー・ブロンコス                   | ラヒム・ムーア                 | S          | UCLA                     |
| 46       | デンバー・ブロンコス                   | オーランド・フランクリン       | OT         | マイアミ大学             |
| 47       | セントルイス・ラムズ                   | ランス・ケンドリクス           | TE         | ウィスコンシン大学       |
| 48       | オークランド・レイダース               | ステフェン・ウィズニュースキー | C          | ペンシルベニア州立大学   |
| 49       | インディアナポリス・コルツ             | ベン・イジャラナ               | OT         | ビラノバ大学             |
| 50       | サンディエゴ・チャージャーズ           | マーカス・ギルクリスト         | CB         | クレムゾン大学           |
| 51       | タンパベイ・バッカニアーズ             | ダクワン・ボワーズ             | DE         | クレムゾン大学           |
| 52       | ニューヨーク・ジャイアンツ             | マービン・オースティン         | DT         | ノースカロライナ大学     |
| 53       | シカゴ・ベアーズ                       | スティーブン・パエア           | DT         | オレゴン州立大学         |
| 54       | フィラデルフィア・イーグルス           | ジェイクワン・ジャレット       | S          | テンプル大学             |
| 55       | カンザスシティ・チーフス               | ロドニー・ハドソン             | G          | フロリダ州立大学         |
| 56       | ニューイングランド・ペイトリオッツ     | シェーン・ベリーン             | RB         | カリフォルニア大学       |
| 57       | デトロイト・ライオンズ                 | ミケル・ルショア               | RB         | イリノイ大学             |
| 58       | ボルチモア・レイブンズ                 | トリー・スミス                 | WR         | メリーランド大学         |
| 59       | クリーブランド・ブラウンズ             | グレッグ・リトル               | WR         | ノースカロライナ大学     |
| 60       | ヒューストン・テキサンズ               | ブランドン・ハリス             | CB         | マイアミ大学             |
| 61       | サンディエゴ・チャージャーズ           | ジョナス・モートン             | LB         | ミシガン大学             |
| 62       | マイアミ・ドルフィンズ                 | ダニエル・トーマス             | RB         | カンザス州立大学         |
| 63       | ピッツバーグ・スティーラーズ           | ルーベン・ランドル             | OT         | フロリダ大学             |
| 64       | グリーンベイ・パッカーズ               | ランドール・コブ               | WR         | ケンタッキー大学         |

### 3巡指名選手
| 指名順位 | チーム                                 | 選手名                     | ポジション | 出身大学                     |
| 65       | カロライナ・パンサーズ                 | テレル・マクレイン         | DT         | 南フロリダ大学               |
| 66       | シンシナティ・ベンガルズ               | ドンテイ・モック           | LB         | ネバダ大学                   |
| 67       | デンバー・ブロンコス                   | ネイト・アービング         | LB         | ノースカロライナ州立大学     |
| 68       | バッファロー・ビルズ                   | ケルビン・シェパード       | LB         | ルイジアナ州立大学           |
| 69       | アリゾナ・カージナルス                 | ロブ・ハウスラー           | TE         | フロリダアトランティック大学 |
| 70       | カンザスシティ・チーフス               | ジャスティン・ヒューストン | DE         | ジョージア大学               |
| 71       | ダラス・カウボーイズ                   | デマルコ・マレー           | RB         | オクラホマ大学               |
| 72       | ニューオーリンズ・セインツ             | マーテズ・ウィルソン       | LB         | イリノイ大学                 |
| 73       | ニューイングランド・ペイトリオッツ     | ステバン・リドリー         | RB         | ルイジアナ州立大学           |
| 74       | ニューイングランド・ペイトリオッツ     | ライアン・マレット         | QB         | アーカンソー大学             |
| 75       | シアトル・シーホークス                 | ジョン・モフィット         | G          | ウィスコンシン大学           |
| 76       | ジャクソンビル・ジャガーズ             | ウィル・ラックリー         | G          | リーハイ大学                 |
| 77       | テネシー・タイタンズ                   | ジャレル・ケイシー         | DT         | USC                          |
| 78       | セントルイス・ラムズ                   | オースティン・ペティス     | WR         | ボイシ州立大学               |
| 79       | ワシントン・レッドスキンズ             | レナード・ハンカーソン     | WR         | マイアミ大学                 |
| 80       | サンフランシスコ・フォーティナイナーズ | クリス・カリバー           | CB         | サウスカロライナ大学         |
| 81       | オークランド・レイダース               | デマーカス・バンダイク     | CB         | マイアミ大学                 |
| 82       | サンディエゴ・チャージャーズ           | ビンセント・ブラウン       | WR         | サンディエゴ州立大学         |
| 83       | ニューヨーク・ジャイアンツ             | ジェレル・ジャーニガン     | WR         | トロイ大学                   |
| 84       | タンパベイ・バッカニアーズ             | メイソン・フォスター       | LB         | ワシントン大学               |
| 85       | ボルチモア・レイブンズ                 | ジャー・リード             | OT         | セントラルフロリダ大学       |
| 86       | カンザスシティ・チーフス               | アレン・ベイリー           | DE         | マイアミ大学                 |
| 87       | インディアナポリス・コルツ             | ドレイク・ネビス           | DT         | ルイジアナ州立大学           |
| 88       | ニューオーリンズ・セインツ             | ジョニー・パトリック       | CB         | ルイビル大学                 |
| 89       | サンディエゴ・チャージャーズ           | シャリース・ライト         | CB         | USC                          |
| 90       | フィラデルフィア・イーグルス           | カーティス・マーシュ       | CB         | ユタ州立大学                 |
| 91       | アトランタ・ファルコンズ               | アキーム・デント           | LB         | ジョージア大学               |
| 92       | オークランド・レイダース               | ジョセフ・バークスデイル   | OT         | ルイジアナ州立大学           |
| 93       | シカゴ・ベアーズ                       | クリス・コンテ             | S          | カリフォルニア大学           |
| 94       | ニューヨーク・ジェッツ                 | ケンリック・エリス         | DT         | ハンプトン大学               |
| 95       | ピッツバーグ・スティーラーズ           | カーティス・ブラウン       | CB         | テキサス大学                 |
| 96       | グリーンベイ・パッカーズ               | アレックス・グリーン       | RB         | ハワイ大学                   |
| 97       | カロライナ・パンサーズ                 | シオネ・フア               | DT         | スタンフォード大学           |

### 4巡指名選手
| 指名順位 | チーム                                 | 選手名                 | ポジション | 出身大学                       |
| 98       | カロライナ・パンサーズ                 | ブランドン・ホーガン   | CB         | ウェストバージニア大学         |
| 99       | シアトル・シーホークス                 | K・J・ライト           | LB         | ミシシッピ州立大学             |
| 100      | バッファロー・ビルズ                   | ダノリス・サーシー     | CB         | ノースカロライナ大学           |
| 101      | シンシナティ・ベンガルズ               | クリント・ボーリング   | G          | ジョージア大学                 |
| 102      | クリーブランド・ブラウンズ             | ジョーダン・キャメロン | TE         | USC                            |
| 103      | アリゾナ・カージナルス                 | サム・アチョ           | DE         | テキサス大学                   |
| 104      | タンパベイ・バッカニアーズ             | ルーク・ストッカー     | TE         | テネシー大学                   |
| 105      | ワシントン・レッドスキンズ             | ロイ・ヘル             | RB         | ネブラスカ大学                 |
| 106      | ミネソタ・バイキングス                 | クリスチャン・バラード | DE         | アイオワ大学                   |
| 107      | シアトル・シーホークス                 | クリス・ダーラム       | WR         | ジョージア大学                 |
| 108      | デンバー・ブロンコス                   | クイントン・カーター   | S          | オクラホマ大学                 |
| 109      | テネシー・タイタンズ                   | コリン・マッカーシー   | LB         | マイアミ大学                   |
| 110      | ダラス・カウボーイズ                   | デビッド・アーキン     | G          | ミズーリ州立大学               |
| 111      | マイアミ・ドルフィンズ                 | エドモンド・ゲイツ     | WR         | アビリーンクリスチャン大学     |
| 112      | セントルイス・ラムズ                   | グレッグ・サラス       | WR         | ハワイ大学                     |
| 113      | オークランド・レイダース               | チムディ・チェクワ     | CB         | オハイオ州立大学               |
| 114      | ジャクソンビル・ジャガーズ             | セシル・ショーツ       | WR         | マウントユニオン大学           |
| 115      | サンフランシスコ・フォーティナイナーズ | ケンドール・ハンター   | RB         | オクラホマ州立大学             |
| 116      | フィラデルフィア・イーグルス           | ケイシー・マシューズ   | LB         | オレゴン大学                   |
| 117      | ニューヨーク・ジャイアンツ             | ジェームズ・ブルワー   | OT         | インディアナ大学               |
| 118      | カンザスシティ・チーフス               | ジャリル・ブラウン     | CB         | コロラド大学                   |
| 119      | インディアナポリス・コルツ             | デロン・カーター       | RB         | シラキューズ大学               |
| 120      | フィラデルフィア・イーグルス           | アレックス・ヘナリー   | K          | ネブラスカ大学                 |
| 121      | ジャクソンビル・ジャガーズ             | クリス・プロシンスキー | S          | ワイオミング大学               |
| 122      | バッファロー・ビルズ                   | クリス・ヘアストン     | OT         | クレムゾン大学                 |
| 123      | ボルチモア・レイブンズ                 | タンドン・ドス         | WR         | インディアナ大学               |
| 124      | クリーブランド・ブラウンズ             | オーエン・マレチッチ   | FB         | スタンフォード大学             |
| 125      | オークランド・レイダース               | タイワン・ジョーンズ   | RB         | 東ワシントン大学               |
| 126      | ニューヨーク・ジェッツ                 | バイラル・パウエル     | RB         | ルイビル大学                   |
| 127      | ヒューストン・テキサンズ               | ラシャド・カーマイケル | CB         | バージニア工科大学             |
| 128      | ピッツバーグ・スティーラーズ           | コーテズ・アレン       | CB         | シタデル・ミリタリー・カレッジ |
| 129      | デンバー・ブロンコス                   | ジュリアス・トーマス   | TE         | ポートランド州立大学           |
| 130      | テネシー・タイタンズ                   | ジェイミー・ハーパー   | RB         | クレムゾン大学                 |
| 131      | グリーンベイ・パッカーズ               | デボン・ハウス         | CB         | ニューメキシコ州立大学         |

### 5巡指名選手
| 指名順位 | チーム                                 | 選手名                     | ポジション | 出身大学                   |
| 132      | カロライナ・パンサーズ                 | ケアロハ・ピラレス         | WR         | ハワイ大学                 |
| 133      | バッファロー・ビルズ                   | ジョニー・ホワイト         | RB         | ノースカロライナ大学       |
| 134      | シンシナティ・ベンガルズ               | ロバート・サンズ           | S          | ウェストバージニア大学     |
| 135      | カンザスシティ・チーフス               | リッキー・スタンジ         | QB         | アイオワ大学               |
| 136      | アリゾナ・カージナルス                 | アンソニー・シャーマン     | FB         | コネチカット大学           |
| 137      | クリーブランド・ブラウンズ             | バスター・スクライン       | CB         | テネシー大学チャタヌーガ校 |
| 138      | ニューイングランド・ペイトリオッツ     | マーカス・キャノン         | OT         | テキサスクリスチャン大学   |
| 139      | ミネソタ・バイキングス                 | ブランドン・バートン       | CB         | ユタ大学                   |
| 140      | カンザスシティ・チーフス               | ゲイブ・ミラー             | LB         | オレゴン州立大学           |
| 141      | グリーンベイ・パッカーズ               | D・J・ウィリアムズ         | TE         | アーカンソー大学           |
| 142      | テネシー・タイタンズ                   | カール・クラッグ           | DE         | アイオワ大学               |
| 143      | ダラス・カウボーイズ                   | ジョシュ・トーマス         | CB         | バッファロー大学           |
| 144      | ヒューストン・テキサンズ               | シロー・ケオ               | S          | アイダホ大学               |
| 145      | アトランタ・ファルコンズ               | ジャッキズ・ロジャース     | RB         | オレゴン州立大学           |
| 146      | ワシントン・レッドスキンズ             | デジョン・ゴメス           | S          | ネブラスカ大学             |
| 147      | ジャクソンビル・ジャガーズ             | ロッド・アイザック         | CB         | ミドルテネシー州立大学     |
| 148      | オークランド・レイダース               | デナリアス・ムーア         | WR         | テネシー大学               |
| 149      | フィラデルフィア・イーグルス           | ディオン・ルイス           | RB         | ピッツバーグ大学           |
| 150      | クリーブランド・ブラウンズ             | ジェイソン・ピンクストン   | OT         | ピッツバーグ大学           |
| 151      | タンパベイ・バッカニアーズ             | アーマド・ブラック         | S          | フロリダ大学               |
| 152      | ヒューストン・テキサンズ               | T・J・イエーツ             | QB         | ノースカロライナ大学       |
| 153      | ニューヨーク・ジェッツ                 | ジェレミー・カーリー       | WR         | テキサスクリスチャン大学   |
| 154      | シアトル・シーホークス                 | リチャード・シャーマン     | CB         | スタンフォード大学         |
| 155      | ワシントン・レッドスキンズ             | ナイルズ・ポール           | WR         | ネブラスカ大学             |
| 156      | シアトル・シーホークス                 | マーク・リグリー           | S          | アパラチアン州立大学       |
| 157      | デトロイト・ライオンズ                 | ダグ・ホーグ               | LB         | シラキューズ大学           |
| 158      | セントルイス・ラムズ                   | ジャーメイル・ハインズ     | S          | オハイオ州立大学           |
| 159      | ニューイングランド・ペイトリオッツ     | リー・スミス               | TE         | マーシャル大学             |
| 160      | シカゴ・ベアーズ                       | ネイサン・エンダール       | QB         | アイダホ大学               |
| 161      | フィラデルフィア・イーグルス           | ジュリアン・バンダーベルデ | G          | アイオワ大学               |
| 162      | ピッツバーグ・スティーラーズ           | クリス・カーター           | LB         | フレズノ州立大学           |
| 163      | サンフランシスコ・フォーティナイナーズ | ダニエル・キルゴア         | G          | アパラチアン州立大学       |
| 164      | ボルチモア・レイブンズ                 | チャイキー・ブラウン       | CB         | テキサス大学               |
| 165      | ボルチモア・レイブンズ                 | パーネル・マクフィー       | DE         | ミシシッピ州立大学         |

### 6巡指名選手
| 指名順位 | チーム                                 | 選手名                   | ポジション | 出身大学                 |
| 166      | カロライナ・パンサーズ                 | ローレンス・ウィルソン   | LB         | コネチカット大学         |
| 167      | シンシナティ・ベンガルズ               | ライアン・ワレン         | WR         | スタンフォード大学       |
| 168      | ミネソタ・バイキングス                 | デマーカス・ラブ         | OT         | アーカンソー大学         |
| 169      | バッファロー・ビルズ                   | クリス・ホワイト         | LB         | ミシシッピ州立大学       |
| 170      | ミネソタ・バイキングス                 | ミストラル・レイモンド   | S          | 南フロリダ大学           |
| 171      | アリゾナ・カージナルス                 | クアン・スターディバント | LB         | ノースカロライナ大学     |
| 172      | ミネソタ・バイキングス                 | ブランドン・フスコ       | C          | スリッパリーロック大学   |
| 173      | シアトル・シーホークス                 | バイロン・マックスウェル | CB         | クレムゾン大学           |
| 174      | マイアミ・ドルフィンズ                 | チャールズ・クレイ       | FB         | タルサ大学               |
| 175      | テネシー・タイタンズ                   | バイロン・スティングリー | OT         | ルイビル大学             |
| 176      | ダラス・カウボーイズ                   | ドウェイン・ハリス       | WR         | 東カロライナ大学         |
| 177      | ワシントン・レッドスキンズ             | エバン・ロイスター       | RB         | ペンシルベニア州立大学   |
| 178      | ワシントン・レッドスキンズ             | アルドリック・ロビンソン | WR         | 南メソジスト大学         |
| 179      | グリーンベイ・パッカーズ               | ケイレブ・シュラウデラフ | G          | ユタ大学                 |
| 180      | ボルチモア・レイブンズ                 | タイロッド・テイラー     | QB         | バージニア工科大学       |
| 181      | オークランド・レイダース               | リチャード・ゴードン     | TE         | マイアミ大学             |
| 182      | サンフランシスコ・フォーティナイナーズ | ロナルド・ジョンソン     | WR         | USC                      |
| 183      | サンディエゴ・チャージャーズ           | ジョーダン・トッドマン   | RB         | コネチカット大学         |
| 184      | アリゾナ・カージナルス                 | デビッド・カーター       | DT         | UCLA                     |
| 185      | ニューヨーク・ジャイアンツ             | グレッグ・ジョーンズ     | LB         | ミシガン州立大学         |
| 186      | グリーンベイ・パッカーズ               | D・J・スミス             | OLB        | アパラチアン州立大学     |
| 187      | タンパベイ・バッカニアーズ             | アレン・ブラッドフォード | RB         | USC                      |
| 188      | インディアナポリス・コルツ             | クリス・L・ラッカー      | LB         | ミシガン州立大学         |
| 189      | デンバー・ブロンコス                   | マイク・モハメド         | LB         | カリフォルニア大学       |
| 190      | サンフランシスコ・フォーティナイナーズ | コリン・ジョーンズ       | S          | テキサスクリスチャン大学 |
| 191      | フィラデルフィア・イーグルス           | ジェイソン・ケルシー     | C          | シンシナティ大学         |
| 192      | アトランタ・ファルコンズ               | マット・ボシャー         | P          | マイアミ大学             |
| 193      | フィラデルフィア・イーグルス           | ブライアン・ロール       | LB         | オハイオ州立大学         |
| 194      | ニューイングランド・ペイトリオッツ     | マーケル・カーター       | DE         | アーカンソー中央大学     |
| 195      | シカゴ・ベアーズ                       | J・T・トーマス           | LB         | ウェストバージニア大学   |
| 196      | ピッツバーグ・スティーラーズ           | キース・ウィリアムズ     | G          | ネブラスカ大学           |
| 197      | グリーンベイ・パッカーズ               | リッキー・エルモア       | DE         | アリゾナ大学             |
| 198      | ニューヨーク・ジャイアンツ             | タイラー・サッシュ       | S          | アイオワ大学             |
| 199      | カンザスシティ・チーフス               | ジェレル・パウ           | DT         | ミシシッピ大学           |
| 200      | ミネソタ・バイキングス                 | ロス・ホーマン           | LB         | オハイオ州立大学         |
| 201      | サンディエゴ・チャージャーズ           | スティーブン・シリング   | G          | ミシガン大学             |
| 202      | ニューヨーク・ジャイアンツ             | ジャクアン・ウィリアムズ | LB         | 南フロリダ大学           |
| 203      | カロライナ・パンサーズ                 | ザック・ウィリアムズ     | G          | ワシントン州立大学       |

### 7巡指名選手
| 指名順位 | チーム                                 | 選手名                                               | ポジション                                           | 出身大学                                             |
| 204      | デンバー・ブロンコス                   | バージル・グリーン                                   | TE                                                   | ネバダ大学                                           |
| 205      | シアトル・シーホークス                 | ラザリアス・リビングストン                           | DE                                                   | ルイジアナ州立大学                                   |
| 206      | バッファロー・ビルズ                   | ジャスティン・ロジャース                             | CB                                                   | リッチモンド大学                                     |
| 207      | シンシナティ・ベンガルズ               | コーリー・リンゼイ                                   | CB                                                   | 南イリノイ大学                                       |
| 208      | ニューヨーク・ジェッツ                 | グレッグ・マッケロイ                                 | QB                                                   | アラバマ大学                                         |
| 209      | デトロイト・ライオンズ                 | ジョニー・カルブレス                                 | OT                                                   | サウスカロライナ州立大学                             |
| 210      | アトランタ・ファルコンズ               | アンドリュー・ジャクソン                             | G                                                    | フレズノ州立大学                                     |
| 211      | サンフランシスコ・フォーティナイナーズ | ブルース・ミラー                                     | FB                                                   | セントラルフロリダ大学                               |
| 212      | テネシー・タイタンズ                   | ザック・クレイトン                                   | DT                                                   | オーバーン大学                                       |
|          | ダラス・カウボーイズ                   | 2010年の補足ドラフトでの指名により、指名権を失った。 | 2010年の補足ドラフトでの指名により、指名権を失った。 | 2010年の補足ドラフトでの指名により、指名権を失った。 |
| 213      | ワシントン・レッドスキンズ             | ブランディン・トンプソン                             | CB                                                   | ボイシ州立大学                                       |
| 214      | ヒューストン・テキサンズ               | デレック・ニュートン                                 | OT                                                   | アーカンソー州立大学                                 |
| 215      | ミネソタ・バイキングス                 | ダウンドレ・リード                                   | DE                                                   | アリゾナ大学                                         |
| 216      | セントルイス・ラムズ                   | ミカイル・ベイカー                                   | CB                                                   | ベイラー大学                                         |
| 217      | ワシントン・レッドスキンズ             | モーリス・ハート                                     | OT                                                   | フロリダ大学                                         |
| 218      | グリーンベイ・パッカーズ               | ライアン・テイラー                                   | TE                                                   | ノースカロライナ大学                                 |
| 219      | ニューイングランド・ペイトリオッツ     | マルコム・ウィリアムズ                               | CB                                                   | テキサスクリスチャン大学                             |
| 220      | ダラス・カウボーイズ                   | ショーン・チャパス                                   | FB                                                   | ジョージア大学                                       |
| 221      | ニューヨーク・ジャイアンツ             | ダレル・スコット                                     | RB                                                   | メリーランド大学                                     |
| 222      | タンパベイ・バッカニアーズ             | アンソニー・ゲイター                                 | CB                                                   | フロリダ国際大学                                     |
| 223      | カンザスシティ・チーフス               | シェーン・バノン                                     | FB                                                   | イェール大学                                         |
| 224      | ワシントン・レッドスキンズ             | マーカス・ホワイト                                   | DE                                                   | フロリダ州立大学                                     |
| 225      | ボルチモア・レイブンズ                 | アンソニー・アレン                                   | RB                                                   | ジョージア工科大学                                   |
| 226      | ニューオーリンズ・セインツ             | グレッグ・ロメアス                                   | DE                                                   | ピッツバーグ大学                                     |
| 227      | ニューヨーク・ジェッツ                 | スコッティ・マクナイト                               | WR                                                   | コロラド大学                                         |
| 228      | セントルイス・ラムズ                   | ジャバラ・ウィリアムズ                               | LB                                                   | スティーブン・エフ・オースティイン大学               |
| 229      | セントルイス・ラムズ                   | ジョナサン・ネルソン                                 | CB                                                   | オクラホマ大学                                       |
| 230      | アトランタ・ファルコンズ               | クリフ・マシューズ                                   | DE                                                   | サウスカロライナ大学                                 |
|          | シカゴ・ベアーズ                       | 2010年の補足ドラフトでの指名により、指名権を失った。 | 2010年の補足ドラフトでの指名により、指名権を失った。 | 2010年の補足ドラフトでの指名により、指名権を失った。 |
| 231      | マイアミ・ドルフィンズ                 | フランク・カース                                     | DT                                                   | アラバマ農工大学                                     |
| 232      | ピッツバーグ・スティーラーズ           | バロン・バッチ                                       | RB                                                   | テキサス工科大学                                     |
| 233      | グリーンベイ・パッカーズ               | ローレンス・ガイ                                     | DT                                                   | アリゾナ州立大学                                     |
| 234      | サンディエゴ・チャージャーズ           | アンドリュー・ガッカー                               | LB                                                   | ミズーリ大学                                         |
| 235      | マイアミ・ドルフィンズ                 | ジミー・ウィルソン                                   | CB                                                   | モンタナ大学                                         |
| 236      | ミネソタ・バイキングス                 | スティーブン・バートン                               | WR                                                   | ウェスト・テキサスA&M大学                            |
| 237      | フィラデルフィア・イーグルス           | グレッグ・ロイド・ジュニア                           | LB                                                   | コネチカット大学                                     |
| 238      | タンパベイ・バッカニアーズ             | ダニエル・ハーディ                                   | TE                                                   | アイダホ大学                                         |
| 239      | サンフランシスコ・フォーティナイナーズ | マイク・パーソン                                     | OL                                                   | モンタナ州立大学                                     |
| 240      | フィラデルフィア・イーグルス           | スタンリー・ハビリ                                   | FB                                                   | USC                                                  |
| 241      | オークランド・レイダース               | デビッド・オースベリー                               | WR                                                   | USC                                                  |
| 242      | シアトル・シーホークス                 | マルコム・スミス                                     | LB                                                   | USC                                                  |
| 243      | ニューオーリンズ・セインツ             | ネイト・ブッシー                                     | LB                                                   | イリノイ大学                                         |
| 244      | カロライナ・パンサーズ                 | リー・ジーンバ                                       | OT                                                   | オーバーン大学                                       |
| 245      | バッファロー・ビルズ                   | マイケル・ジャスパー                                 | G                                                    | ベセル大学                                           |
| 246      | シンシナティ・ベンガルズ               | ジェイ・フィンリー                                   | RB                                                   | ベイラー大学                                         |
| 247      | デンバー・ブロンコス                   | ジェレミー・ビール                                   | LB                                                   | オクラホマ大学                                       |
| 248      | クリーブランド・ブラウンズ             | エリック・ハグ                                       | CB                                                   | ネブラスカ大学                                       |
| 249      | アリゾナ・カージナルス                 | デマルコ・サンプソン                                 | WR                                                   | サンディエゴ州立大学                                 |
| 250      | サンフランシスコ・フォーティナイナーズ | カーティス・ホルコム                                 | CB                                                   | フロリダ農工大学                                     |
| 251      | テネシー・タイタンズ                   | トミー・キャンベル                                   | CB                                                   | ペンシルベニア大学カリフォルニア校                   |
| 252      | ダラス・カウボーイズ                   | ビル・ネイギー                                       | C                                                    | ウィスコンシン大学                                   |
| 253      | ワシントン・レッドスキンズ             | クリス・ニールド                                     | DT                                                   | ウェストバージニア大学                               |
| 254      | ヒューストン・テキサンズ               | チェタ・オゾグウ                                     | DE                                                   | ライス大学                                           |

## ドラフト外入団の主な選手
| チーム                             | 選手名                   | ポジション | 大学                       |
| ボルチモア・レイブンズ             | ブライアン・ホール       | LB         | アーカンソー州立大学       |
| ボルチモア・レイブンズ             | ラクアン・ウィリアムズ   | WR         | メリーランド大学           |
| ダラス・カウボーイズ               | アレックス・オルブライト | LB         | ボストンカレッジ           |
| ダラス・カウボーイズ               | ダン・ベイリー           | K          | オクラホマ州立大学         |
| ダラス・カウボーイズ               | カイ・フォーバス         | K          | UCLA                       |
| ダラス・カウボーイズ               | クリス・ジョーンズ       | P          | カーソンニューマンカレッジ |
| デンバー・ブロンコス               | クリス・ハリス           | CB         | カンザス大学               |
| デトロイト・ライオンズ             | ライアン・ドナヒュー     | P          | アイオワ大学               |
| ジャクソンビル・ジャガーズ         | ドゥワン・ハリス         | RB         | トロイ大学                 |
| ニューイングランド・ペイトリオッツ | アレックス・シルベストロ | TE         | ラトガース大学             |
| ニューヨーク・ジャイアンツ         | マーク・ハーズリッチ     | LB         | ボストンカレッジ           |
| ニューヨーク・ジャイアンツ         | ヘンリー・ハイノスキー   | FB         | ピッツバーグ大学           |
| ニューヨーク・ジャイアンツ         | スペンサー・ペイシンガー | OLB        | オレゴン大学               |
| オークランド・レイダース           | スターリング・ムーア     | CB         | 南メソジスト大学           |
| フィラデルフィア・イーグルス       | チャス・ヘンリー         | P          | フロリダ大学               |
| フィラデルフィア・イーグルス       | セドリック・ソーントン   | DE         | 南アーカンソー大学         |
| サンディエゴ・チャージャーズ       | スコット・トルジーン     | QB         | ウィスコンシン大学         |
| シアトル・シーホークス             | ダグ・ボールドウィン     | WR         | スタンフォード大学         |
| シアトル・シーホークス             | マイク・モーガン         | LB         | USC                        |

## 補足ドラフト
8月22日に補足ドラフトが行われた。6人の選手がエントリーしたが、3巡でオークランド・レイダースがテレル・プライアーを指名しただけであった。レイダースは2012年のドラフト3巡指名権を失うこととなった。